# Nationalstraße 3 (Ruanda)

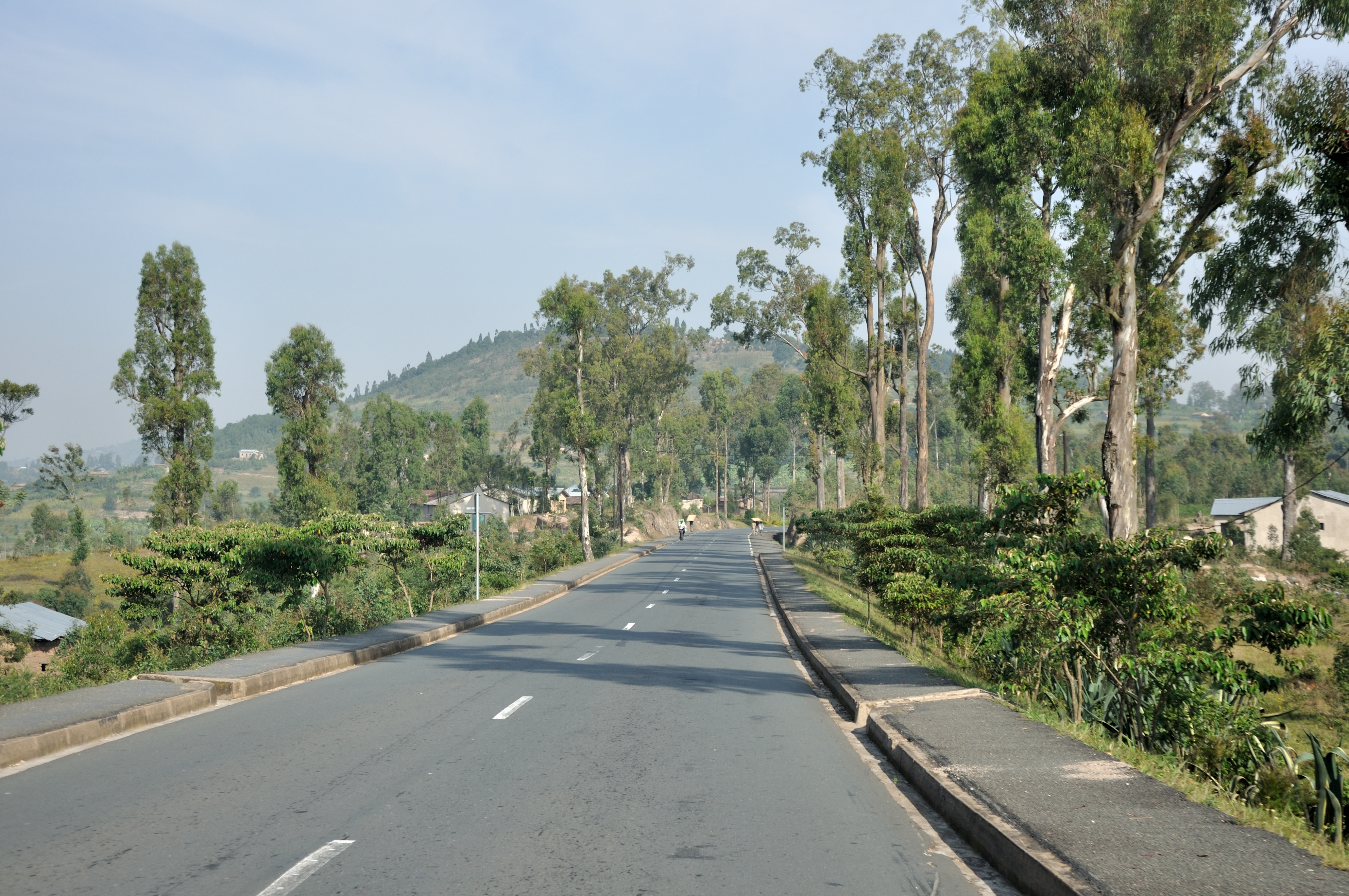
Nationalstraße 3

Die Nationalstraße 3 (englisch National Road 3, französisch Route nationale 3) ist eine vollständig asphaltierte Nationalstraße in Ruanda. Ihre Gesamtlänge beträgt 78,0 Kilometer. Sie beginnt in Nyabugogo in der Hauptstadt Kigali und endet in Gatuna an der Grenze zu Uganda.

## Verlauf
Die Nationalstraße gliedert sich in sechs Abschnitte:
1. Nyabugogo – Karuruma (4,4 km)
2. Karuruma – Nyacyonga (6,2 km)
3. Nyacyonga – Cyamutara (16,0 km)
4. Cyamutara – Rukomo (22,9 km)
5. Rukomo – Maya (20,2 km)
6. Maya – Gatuna (8,3 km)

Sie durchquert etwa in Nord-Süd-Richtung die beiden Distrikte Gasabo und Gicumbi. Bei Rukomo kreuzt sie die Nationalstraße 19. In Maya geht die Nationalstraße 22 nach Nordosten ab.